# Isoma (Ahaia)
Isoma  este un oraș în Grecia în Prefectura Ahaia.